# Escuela de Higiene y Medicina Tropical de Londres

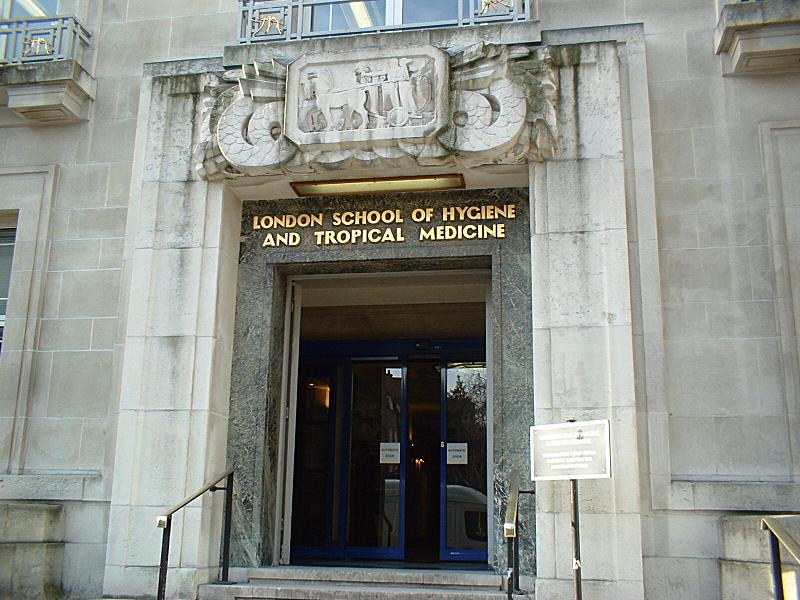
Entrada principal.

La Escuela de Higiene y Medicina Tropical de Londres (LSHTM, por las siglas de su nombre en idioma inglés: London School of Hygiene & Tropical Medicine) es una institución académica de enseñanza superior que forma parte de la Universidad de Londres, especializada en salud pública y medicina tropical. Fundada por sir Patrick Manson en 1899, la Escuela de Londres es un centro de posgrado líder en salud pública, internacional y medicina tropical. Su misión es contribuir a la mejora de la salud en el mundo por medio de la búsqueda de la excelencia en la investigación, enseñanza de posgrado y capacitación avanzada en salud pública nacional o internacional y medicina tropical, así como por la información de políticas y prácticas en estas áreas.